# Crazy (canción de Icehouse)
«Crazy» es un exitoso sencillo de la banda de rock y synth pop australiana Icehouse. La canción fue escrita por los miembros de la banda Iva Davies, Robert Kretschmer y Andy Qunta.

## Listas de éxitos musicales
| Año  | Lista                                 | Mejor posición |
| ---- | ------------------------------------- | -------------- |
| 1987 | Dutch Top 40 [1] (Países Bajos)       | 9              |
| 1987 | Recorded Music NZ [2] (Nueva Zelanda) | 10             |
| 1988 | UK Singles Chart [3] (Reino Unido)    | 38             |

## Letra
La letra de la canción tiene como leitmotivs: el extrañamiento, la incredulidad de Davies por ser amado por una fan, expresado en las líneas Well, you've gotta be crazy, baby/ to want a guy like me (“Debes de estar loca/ para querer a alguien como yo”); además de cubrir dicho extrañamiento de una atmósfera ensoñadora de enamoramiento, expresado en las líneas antitéticas de larga tradición literaria So if I'm dreaming/ don't wake me tonight./ If this is all wrong/ I don't want it right. (“Entonces si sueño, no me despiertes esta noche./ Si esto es algo equivocado/ no quiero hacer lo correcto”).

## Videoclip
Existen dos versiones de la canción: una australiana y otra para el mercado estadounidense.
En la primera versión, se lo ve a Davies caminando por la planta de energía eléctrica de Pyrmont Power Station, de Sydney mientras ocurren eventos extraños, o límites, en torno de él. 
Este video está filmado en una toma continua (sin cortes).
La segunda versión (para Estados Unidos), está basada en “Play Misty for me”, y se ve a un Davies locutor y operador de una radio de trasnoche, tomando el pedido de una radioyente (Paris Jefferson) que le pregunta “¿Te importa si te despierto esta noche?” (Mind if I wake you tonight?). Davies repregunta si esa es la solicitud musical, mostrando una sutil incomodidad, y luego la mujer le pide que pase “Crazy” para ella. Las siguientes escenas muestran al grupo tocando en una gran mansión y a Davies moviéndose en su  interior. Otras dejan ver la relación amorosa con la radioyente. 
La escena final muestra que Davies llega a una habitación de una casa, supuestamente de la fan, abre la puerta y se frena al descubrir que esta tiene allí multitud de pósteres de la banda y especialmente de Davies. Este sonríe brevemente al notarlo, y se va.

## Lista de canciones

### Lanzamiento en Australia (7 pulgadas)
1. «Crazy»
2. «Completely Gone»

### Lanzamiento promocional en Estados Unidos (12 pulgadas)
1. «Crazy» (12" Mix)
2. «Crazy» (Midnight Mix)
3. «Crazy» (LP version)
4. «No Promises» (Live)